# Becample de capell
El becample de capell (Smithornis capensis) és una espècie d'ocell de la família dels eurilàimids (Eurylaimidae) que habita garrigues i boscos de diversos indrets d'Àfrica Subsahariana, a Sierra Leone, Libèria, nord de Costa d'Ivori, Ghana, Nigèria, sud de Camerun, sud-oest de la República Centreafricana, Guinea Equatorial, el Gabon, Angola, República Democràtica del Congo, Uganda, sud de Kenya, Tanzània, Zàmbia, Malawi, nord-est de Namíbia, nord de Botswana, nord i est de Zimbàbue, Moçambic i est de Sud-àfrica.
Aquest ocell africà canta amb les ales, el moviment de les plomes produeix sons similars al cant vocal.